# Nepenthes peltata
Nepenthes peltata Sh.Kurata, 2008 è una pianta carnivora appartenente alla famiglia Nepenthaceae, endemica delle Filippine.

## Distribuzione e habitat
L'areale della specie è ristretto alle pendici del Monte Hamiguitan, sull'isola di Mindanao, dove cresce a 865–1635 m di altitudine.